# NGC 2618
NGC 2618 é uma galáxia espiral (Sab) localizada na direcção da constelação de Hydra. Possui uma declinação de +00° 42' 28" e uma ascensão recta de 8 horas, 35 minutos e 53,5 segundos.
A galáxia NGC 2618 foi descoberta em 20 de Dezembro de 1784 por William Herschel.